# Aeropuerto de Megido
El Aeropuerto de Megido  (en hebreo: מנחת מגידו)  (IATA: N/A, ICAO: LLMG) (conocido como Shachar 7 por las Fuerzas de Defensa de Israel)  es un aeropuerto situado cerca de Megido a 3 km ( 1,9 millas) al suroeste de Afula en el valle de Jezreel en el país asiático de Israel. Inaugurado en 1942, se desempeñó como un campo auxiliar de Ramat David. En la actualidad se destina a vuelos privados y agrícolas. Antes sirvió como base de la Fuerza Aérea de Israel pero fue dada de baja a mediados de la década de 1980 .
El 11 de octubre de 1989, un MiG - 23MLD sirio desertó en Israel, aterrizando en Meggido. El avión fue trasladado posteriormente al Centro de Pruebas de Vuelo de la IAF y está ahora en exhibición en el museo de la IAF en Hatzerim.